# José de Vera Perdomo
José de Vera Perdomo  (San Cristóbal de La Laguna de Tenerife, islas Canarias, España, ca. 1680 – Montevideo, 5 de abril de 1754) era un colonizador y funcionario español que se convirtió en el primer alcalde de Montevideo a finales de 1729.

## Biografía
José de Vera Perdomo nació en San Cristóbal de La Laguna, en Tenerife (Islas Canarias, España), entre finales del siglo XVII y principios del siglo XVIII. Llegó a Montevideo junto a su mujer María de la Concepción Roxas, sus hijos pequeños y otras 30 familias canarias el 15 de abril de 1729 con el objetivo encargado por el gobernador y capitán general del Río de la Plata, Bruno Mauricio de Zabala, de fundar y poblar esa región. Él formó parte de este grupo canario conocido como los "segundos pobladores", después de la primera arrivada de familias canarias a esa ciudad en 1726. El 29 de diciembre de 1729, tras incorporarse al cabildo de la ciudad, fue nombrado Alcalde Ordinario de Primer Voto convirtiéndose así, en el primer gobernador de Montevideo.
Murió el 5 de abril de 1754 en esa ciudad.

## Matrimonio y descendencia
En cuanto a su vida personal, se casó primero con María Melian (Viña) con la que tuvo cuatro hijos: Rita, Nicolassa, Ana (- 1755) y Joseph. Más tarde, se casó con María de la Concepción Roxas con quien tuvo otros cinco hijos: Josepha, Juana, Antonio, María y Juan. Según parece los Vera Perdomo descendían de los conquistadores de Canarias.